# 2331 Парвулеско
2331 Парвулеско (2331 Parvulesco) — астероїд головного поясу, відкритий 12 березня 1936 року.
Тіссеранів параметр щодо Юпітера — 3,474.